# Miklós Sárkány
Miklós Sárkány, född 15 augusti 1908 i Budapest, Österrike-Ungern, död 20 december 1998 i Wien, var en ungersk vattenpolospelare.
Sárkány blev olympisk guldmedaljör i vattenpolo vid sommarspelen 1932 i Los Angeles.